# Палаш
Пала́ш (венг. pallos [ˈpɒloʃ] ← тур. pala «меч; кинжал») — рубяще-колющее клинковое холодное оружие с широким к концу, прямым и длинным (до 100 см) клинком, который может иметь двустороннюю (ранние образцы), но чаще — одностороннюю или полуторную заточку, со сложным эфесом; прямая сабля.
Происходит от рубящего меча. Сочетает в себе качества меча и сабли. По сравнению с мечом палаш имеет развитую гарду, обычно включающую в себя чашку и защитные дужки. Отличие палаша от шпаги состоит в более тяжёлом клинке, имеющем большую ширину и толщину.

## Палаш на Востоке и в Азии
Оружие, происходящее от менее специализированных рубящих мечей и обладающее всеми признаками палаша — длинный прямой однолезвийный клинок и, часто, изогнутая рукоять — является традиционным для Восточной и Центральной Азии; в частности, в XIII—XIV веках оно имело широкое распространение среди татаро-монголов. Однолезвийные палаши в конном бою имели преимущество перед обоюдоострыми мечами за счёт меньшего веса, а также были проще и дешевле в производстве.

### Индия
В северо-восточной Индии была широко распространена разновидность палашей с названием Кунда (Кханда). Их стальные или булатные клинки длиной около 80 см, как правило, прямые, однолезвийные, отковываются с некоторым расширением к концу, который имеет овальную форму. Металлическая рукоять имеет сильную защиту руки в виде небольшой верхней и большой нижней чаш, соединённых между собой широкой дужкой. Черен рукоятки, нижняя чаша и дужка изнутри отделаны тканью. Широкие ножны таких палашей обычно изготавливаются из дерева и обтягиваются ценными сортами тканей.
В позднем Средневековье в Индии получил распространение фиранги — палаш с клинком полуторной заточки с корзинчатым эфесом и шипом на конце черена.

### Средняя Азия
В Азии встречался казахский палаш (полусабля) под названием селебе.

## Палаш на Кавказе
Палаши были распространены прежде всего на Кавказе и в ближневосточных странах. У всех восточных палашей эфес обычно симметричный со слабой защитой руки, часто это только крестовина с дугой. Наиболее известны хевсурские палаши (франгули или франкский меч), с ножнами и рукоятями, окованными железными или латунными пластинами, украшенными в традиционном кавказском стиле. Иногда палаши хевсурских мастеров снабжены обычными кинжальными рукоятями. В Грузии использовались палаши с рукоятями, напоминающими шашечные, сохранившиеся экземпляры датируются XVIII—XIX веками.

## Палаш в Западной Европе

### Появление
Во второй половине XVI столетия венгерские гусары начинают применять крепящееся у седла оружие с прямым клинком, служившее (подобно кончару) дополнением к сабле. Рукоятка этого оружия напоминала сабельную и была слегка изогнута.
В конце XVI — начале XVII веков, когда в Западной Европе появляются регулярные части кирасиров — тяжёлой кавалерии, всадники которой были защищены металлическими доспехами, хотя и более лёгкими по сравнению с рыцарями предыдущих эпох, они начинают использовать подобное оружие. Непременной частью снаряжения тяжёлой кавалерии были металлические нагрудники — кирасы. Эффективным против такого металлического доспеха мог быть только тяжёлый и длинный клинок, такой как палаш.
В конце XVI века в Шотландии появился и позднее получил распространение во всей Великобритании так называемый шотландский палаш, иначе (ошибочно) называемый клеймор. Это меч длиной 75—90 см с односторонней или двусторонней заточкой, весом от 0,9 до 2,5 кг, с довольно широким лезвием. Сильно развитая гарда типа «корзины с большим количеством ветвей» была разработана для защиты руки в бою. Внутренняя поверхность корзины иногда отделывалась кожей, иногда внутри корзины была бархатная прокладка (часто красная). На эфесе или навершии были дополнительные декоративные кисточки, головка могла иметь украшение из конского волоса. Как и его итальянский прототип скьявона (чиавана), шотландский палаш обычно использовался со щитом круглой формы.

### Распространение
Западноевропейский палаш развился из тяжёлой кавалерийской седельной шпаги. Первые образцы палаша носили название валлонской шпаги. Палаш, распространившийся в континентальных странах Западной Европы, отличался асимметричным эфесом с сильно развитой защитой руки в виде крестовины или чаши с целой системой дужек.
В XVII веке происходила постепенная унификация палашей в кавалерии европейских армий. На вооружение принимались единые образцы оружия сначала для отдельных полков, а затем и для каждого вида кавалерии. Палашами вооружались прежде всего кирасирские и драгунские полки.
В XVI—XIX веках моряками абордажных команд часто использовался скаллоп (дузегги) — разновидность палаша с гардой в виде раковины.
Обоюдоострая форма клинка сохранялась почти во всех армиях до середины XVIII века, потом она стала вытесняться клинком с одним лезвием и тупым обухом. В начале XIX века клинки палашей повсеместно становятся однолезвийными, по-прежнему оставаясь достаточно мощными и широкими.

## Палаш вВосточной Европе

### Появление
Наистарейшие образцы палашей были найдены в протоболгарских некрополях с начала V века в Северном Причерноморье, включая знаменитый золотой палаш Кубрата, правителя Великой Болгарии. Также палаши использовали ранние авары, хазары и аланы. В Волжской Булгарии наряду с саблями продолжили традицию использования палашей, пришедшую с Причерноморья.

## Палаш вРоссийской империи

### Первые сведения
Палаш появился в России приблизительно в конце XVI века, по-видимому, вместе с принимаемыми на русскую службу иноземными офицерами.
В России рукояти у ранних палашей наклонные, наиболее удобные для рубки с коня, крестовины или прямые, или же с опущенными к лезвиям концами.
К самым ранним из сохранившихся русских палашей относится палаш князя Скопина-Шуйского, с 1647 года сначала хранившийся в Соловецком монастыре, а сейчас находящийся в Государственном Историческом музее в Москве. Его клинок прямой, обоюдоострый, гладкий. Рукоять наклонная, крестовина с опущенными к лезвиям концами имеет перекрестье. Оправа рукояти серебряная, золочёная, чеканная, украшенная крупной бирюзой, в набалдашник вставлен тёмный гранат. Ножны обтянуты алым бархатом, устье наконечника и четыре обоймицы серебряные, чеканные, украшенные так же, как и оправа рукояти, бирюзой. У ножен два серебряных кольца для пояса, расположенных с одной стороны. Оправа в восточном стиле. Общая длина 99 см, длина клинка 86 см, ширина клинка у пяты 4,3 см.

### Массовое распространение
Как массовый образец вооружения, изготовлявшийся заводским способом, палаш утвердился в России при Петре I, при создании драгунских полков в первой четверти XVIII века. Палаши изготовлялись не только в России, но и ввозились из-за границы, преимущественно из немецкого города Золингена. С 1730-х годов палаши становятся оружием кирасирских полков. Тяжёлую кавалерию в XVIII веке составляли также конногренадеры и карабинеры. Драгуны имели на вооружении палаши до 1817 года, некоторое время ими была вооружена конная артиллерия.
Палаш, с прямым обоюдоострым клинком, около 1 аршина 3 вершков (85 см) длиной, с эфесом, имевшим чашку или решетку для прикрытия кисти руки, составлял оружие драгун, кирасир и частью гусаров, также лейб-гвардии конного полка и лейб-кампании, а в 1763 году был дан и карабинерным полкам.
К середине XVIII века русский палаш постепенно становился однолезвийным с обухом. При Екатерине Великой на палашах гравируется вензель «Е II» (Екатерина II) под короной. Ножны русских палашей того времени были кожаные или деревянные, покрытые кожей. Металлический прибор был простым (устье, гайки с кольцами для портупеи, наконечник) или, будучи прорезным, покрывал почти всю поверхность ножен. С 1810 года ножны палаша становятся только металлическими, за исключением кожаных ножен морского палаша образца 1856 года.
В XVIII веке в русской армии различались армейские и гвардейские, солдатские и офицерские, кирасирские, драгунские и карабинерные палаши; общим для них был широкий, длинный и тяжелый клинок, а отличались они формой эфеса и ножен. Рукоять прикрывалась различным сочетанием изогнутых дужек, решёток, щитков гарды, в её основании находилась чашка, плоская или выгнутая, иногда из двух овальных пластин. Головки на рукояти были круглые, сплющенные или в виде орлиной или львиной головы. Ножны обтягивались кожей, оправлялись в широкие металлические обоймицы или оковывались металлом с фигурными прорезями и гребнем на конце. В XIX веке эфесы упрощаются и унифицируются, проще становятся и металлические ножны.

### Расцвет и выход из употребления
К началу XIX века на вооружении Русских гвардии и армии было несколько образцов палашей: гвардейские кирасирские палаши, армейские кирасирские палаши, драгунские палаши (за исключением драгун на Кавказе, которые вооружались саблями). Конная артиллерия также имела особые конно-артиллерийские палаши. Палаши были также оружием кавалергардов. Носили их и жандармы (до 1826 года).
Клинки русских палашей с первого десятилетия XIX века были только однолезвийными. В первой трети XIX века были унифицированы различные типы палашей: драгунский образца 1806 года, кирасирский образца 1810 года и заменивший его кирасирский образца 1826 года. Палаши были на вооружении кирасир до переформирования их в драгуны в 1881 году, после чего палаши остались только в некоторых воинских частях в качестве парадного оружия.
На конец XIX столетия Палаши были сняты с боевого вооружения и заменены шашкой, но оставлены только в 1-й гвардейской кавалерийской дивизии, для употребления в мирное время.

## Морской (абордажный) палаш
Морской палаш использовался с XVI века в качестве абордажного оружия. 
Абордажный палаш — длинноклинковое рубяще-колющее оружие с прямым широким клинком без долов, имеющим одностороннюю или полуторную заточку. Рукоять деревянная или металлическая с гардой типа дужка, крестовина, щиток. В отличие от строевых палашей, которые имели металлические или деревянные ножны, ножны для абордажного палаша обычно были кожаными. Длина клинка составляла до 80 см, ширина — около 4 см.

## В наше время
В настоящее время палаш является парадным оружием для ассистентов при знамени в военно-морском флоте России.